# القریات (عربستان سعودی)
شهر القریه (به عربی: القريات‌) در استان جوف در کشور عربستان واقع شده‌است. جمعیت این شهر ۱۰۰٫۴۳۶ نفر است.